# Memories of a Dead Man
Memories of a Dead Man (parfois stylisé en MOADM) est un groupe de Metal originaire de Seine-et-Marne, en Île-de-France.

## Historique
Formé en 2005 à Mitry-Mory, le groupe est actuellement[évasif] composé d'un des membres fondateurs Ben D. (guitare, composition) ainsi que Thomas S. (claviers), Hervé O. (basse), David Es. (batterie), Thierry H. (chant) et Maya (chant).
MOADM sort son premier disque et Ep du nom du groupe en 2007, puis en 2009 le 1er album Beyond the Legend, suivi de Maze, en 2011, un EP.
L'album V.I.T.R.I.O.L sort en 2012. 
En 2014, sort leur 5e opus, Ashes Of Joy'.

## Discographie

### Albums
- 2007 : Memories Of a Dead Man
- 2009 : Beyond the Legend
- 2011 : Maze
- 2012 : V.I.T.R.I.O.L
- 2014 : Ashes Of Joy
- 2020 : (re) Mazed